# Иффат ас-Сунайян
Иффа́т бинт Муха́ммед ибн Сау́д ас-Сунайя́н А́ль Сау́д (араб. عفت بنت محمد بن سعود الثنيان آل سعود‎; 1916, Стамбул, Османская Империя — 15 февраля 2000, Эр-Рияд, КСА) — жена третьего короля Саудовской Аравии Фейсала ибн Абдул-Азиза Аль Сауда. Известна своими усилиями по улучшению саудовского образования. Она основала школу моделей Таиф и первый колледж для девочек в Саудовской Аравии.

## Ранняя биография и образование
Родилась в 1916 году в Стамбуле. Принадлежала к семье ас-Сунайян, боковой ветви династии Саудитов. Её отцом был турецкий араб, Мухаммед ибн Сауд ас-Сунайян, служивший военным офицером в Османской армии. Он был убит где-то между 1918 и 1923 годом во время боевых действий. Её мать Азия была турчанкой. У неё был брат Заки и два сводных брата по матери: Камаль Азам и Музаффар Азам.
Получала образование в Стамбуле под опекой своей тёти Джаухары бинт Абдаллы ас-Сунайян. Была очень бедна, так она ходила в школу в туфлях, набитых бумагой вместо подошв. Из-за падения Османской империи она и её семья вернулись в Саудовскую Аравию. В 1925 году её семья попросила финансовую помощь для паломничества в Мекку для неё.
Её прадедушка был губернатором Эр-Рияда в 1840-х годах, а дед был доставлен в Турцию в качестве пленника Османской империи после распада первого саудовского государства. Одна из сводных сестёр Иффат Лейла была замужем за принцем Султаном. Её дядя Ахмед ас-Сунайян (1889—1921) был одним из советников короля Абдул-Азиза.

## Свадьба с Фейсалом
В 1931 году принц Фейсал, который тогда был вице-королем Хиджаза, впервые встретился с неё, когда она совершала паломничество в Мекку со своей тётей. Однако есть и другое свидетельство об их первой встрече, в котором говорится, что они впервые встретились в Стамбуле в 1932 году, когда принц Фейсал посетил город после официального визита в СССР. Из этого следует, что он и она отправились в Джидду вместе после этого знакомства.Они поженились в Джидде в 1932 году и жили в Мекке.
Поскольку ни один из супругов не говорил на языке другого, они обучали друг друга. У них было девять детей, пять сыновей: Мухаммед (1937—2017), Сауд (1940—2015), Абдуррахман (1942—2014), Бандар (1943—2015), Турки (род. 1945) и четыре дочери: Сара (род. 1935), Латифа, Лулува (род. 1948) и Хайфа (род. 1950). Четверо из их детей изучали турецкий язык в домашних условиях. Иффат стала свободно говорить по-арабски, но никогда не теряла турецкого акцента.
Их сыновья получали лучшее образование, став выпускниками Принстонского, Гарвардского и Джорджтаунского университетов, Королевской военной академии в Сандхерсте и Колледжа королевских ВВС в Кранвелле. Она нанимала иностранных преподавателей для обучения своих дочерей. Позднее дочери получили дополнительное образование в Швейцарии. Для сравнения, только 6 из 107 детей старшего брата Фейсала короля Сауда закончили хотя бы среднюю школу.

## Королева Иффат
Королева Иффат была неофициальным титулом, присвоенным ей из-за ее популярности в Саудовской Аравии.
С 1967 года начала выступать на государственных мероприятиях. Она стала почётным президентом «Общества возрождения Саудовской Аравии» — женской организации в Эр-Рияде, занимавшейся обучением женщин ремёслам и оказанием помощи нуждающимся семьям. Её «Движение саудовского возрождения» спонсировало бесплатные клиники и литературные классы для женщин.
Её комплексная благотворительная деятельность включала социальное обеспечение женщин. В 1960-е годы она создала первые два социальных агентства в Саудовской Аравии: Ассоциацию социального обеспечения женщин в Джидде и Ассоциацию социального обеспечения женщин в Эр-Рияд. Эти программы действуют и ныне.

## Смерть
Скончалась 17 февраля 2000 года в Эр-Рияде на 84-м году жизни.